# Beeldengroep

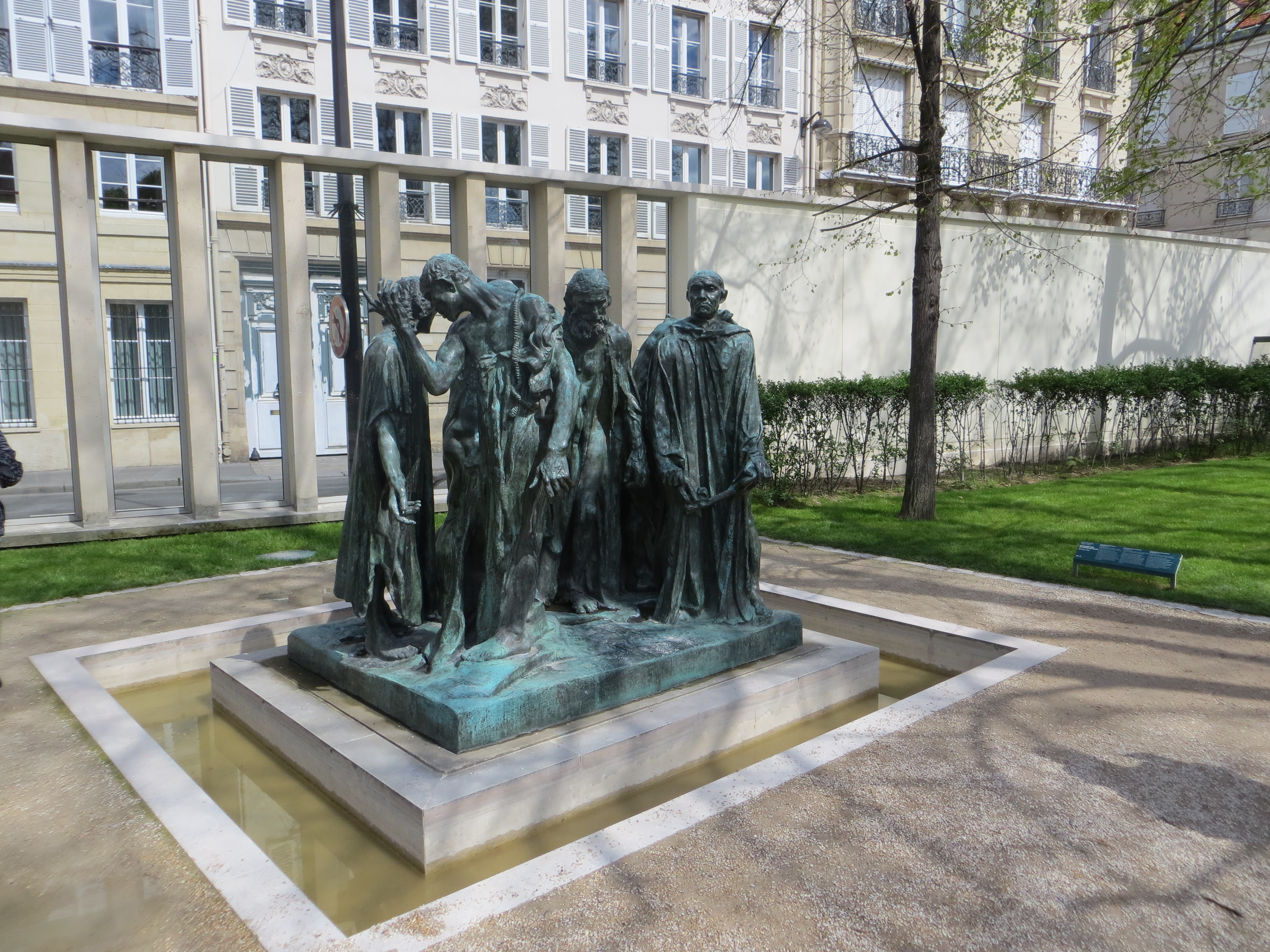
De Burgers van Calais (Auguste Rodin, 1937) in de tuin van het Musée Rodin in Parijs

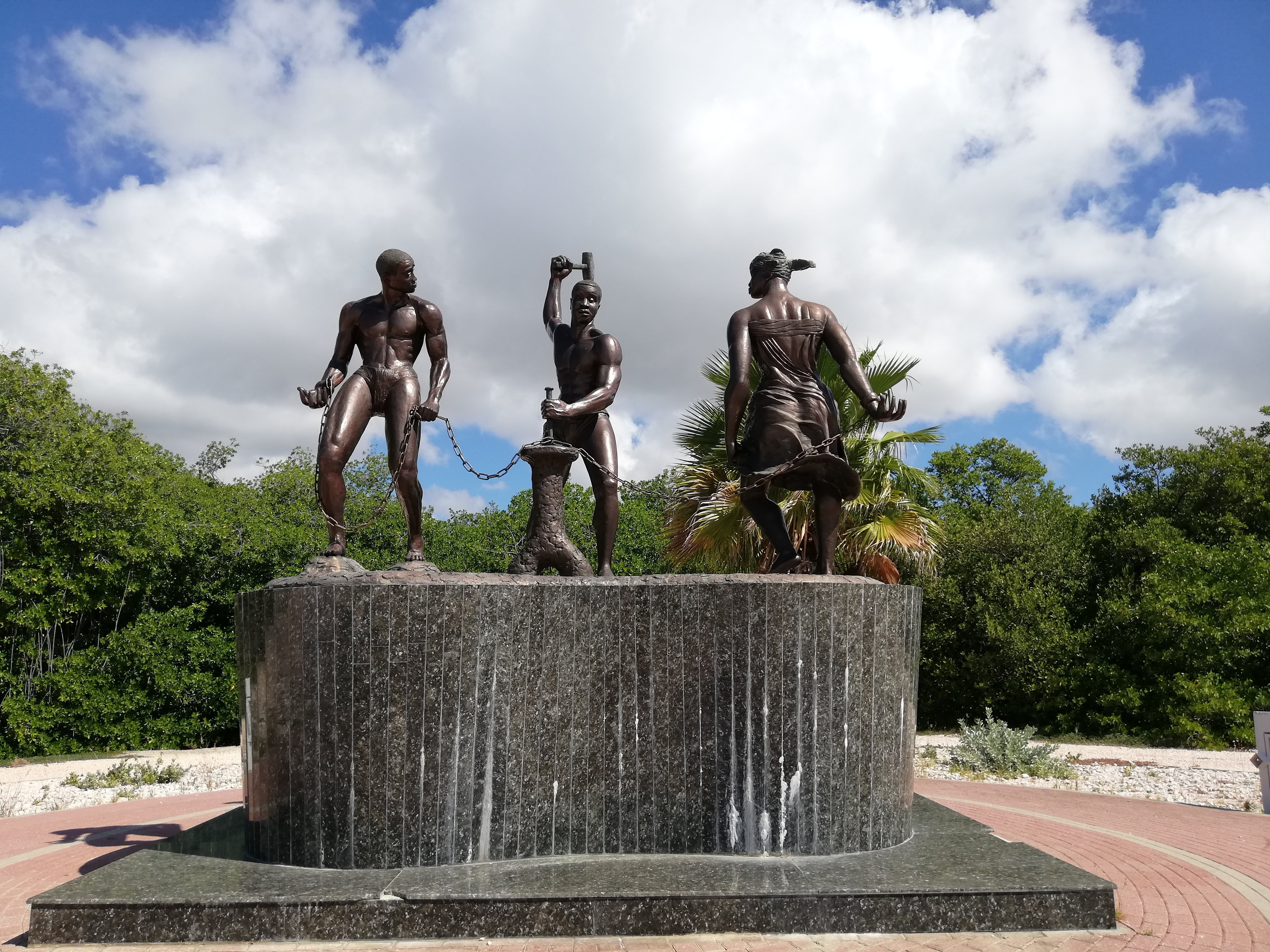
Desenkadená (Nel Simon, 1998), Parke di Lucha pa Libertat, Willemstad

Een beeldengroep is een verzameling van losstaande beelden, die thematisch en stilistisch met elkaar samenhangen en zo een compositie vormen. Een beeldengroep is dus meer dan een verzameling van losstaande beeldhouwwerken. 
Een beeld dat uit verschillende figuren bestaat, die fysiek een geheel vormen, zoals een Madonna met kind, een piëta, een Anna te Drieën of een ruiterstandbeeld, wordt meestal niet als beeldengroep gezien; een Calvariegroep daarentegen wel.

## Bekende beeldengroepen
De Franse beeldhouwer Auguste Rodin verbeeldde een aantal allegorieën met meerdere personen, zoals De Burgers van Calais, de Laocoöngroep, de Drie Gapers en de Porte de l'Enfer.
Voorbeelden van beeldengroepen in België zijn: het monument Pro Patria op het Martelarenplein, het Belgisch Nationaal Infanteriemonument op het Poelaertplein en het monument voor John Cockerill op het Luxemburgplein in Brussel, het monument voor John Cockerill in Seraing, de beeldengroep Les principautaires op de Place Saint-Barthélemy in Luik, het Leiemonument in Kortrijk en het IJzermonument in Nieuwpoort
Voorbeelden van beeldengroepen in Nederland zijn: het Nationaal Monument op de Dam in Amsterdam, het Onafhankelijkheidsmonument op Plein 1813 in Den Haag, het Vrijheidsmonument in Eindhoven, het standbeeld Petrus Donders in Tilburg, het Mariamonument en het bevrijdingsmonument in Maastricht. 
Een voorbeeld op Curaçao is het Emancipatiemonument 'Desenkadená' van Nel Simon.